# Лівче
Лівче (пол. Liwcze) — село в Польщі, у гміні Долобичів Грубешівського повіту Люблінського воєводства. Населення — 134 особи (2011).

## Історія
На 1 січня 1939 року в селі мешкало 390 осіб, з них 290 українців-греко-католиків, 60 українців-римокатоликів і 40 євреїв.
26-30 червня 1947 року під час операції «Вісла» польська армія виселила зі села на приєднані до Польщі північно-західні терени 56 українців. У селі залишилося 33 поляків.
У 1975—1998 роках село належало до Замойського воєводства.

## Демографія
Демографічна структура станом на 31 березня 2011 року:
|          | Загалом | Допрацездатний вік | Працездатний вік | Постпрацездатний вік |
| -------- | ------- | ------------------ | ---------------- | -------------------- |
| Чоловіки | 64      | 15                 | 42               | 7                    |
| Жінки    | 70      | 10                 | 42               | 18                   |
| Разом    | 134     | 25                 | 84               | 25                   |